# Championnat de Formule E FIA 2015-2016
Navigation
2014-2015 2016-2017

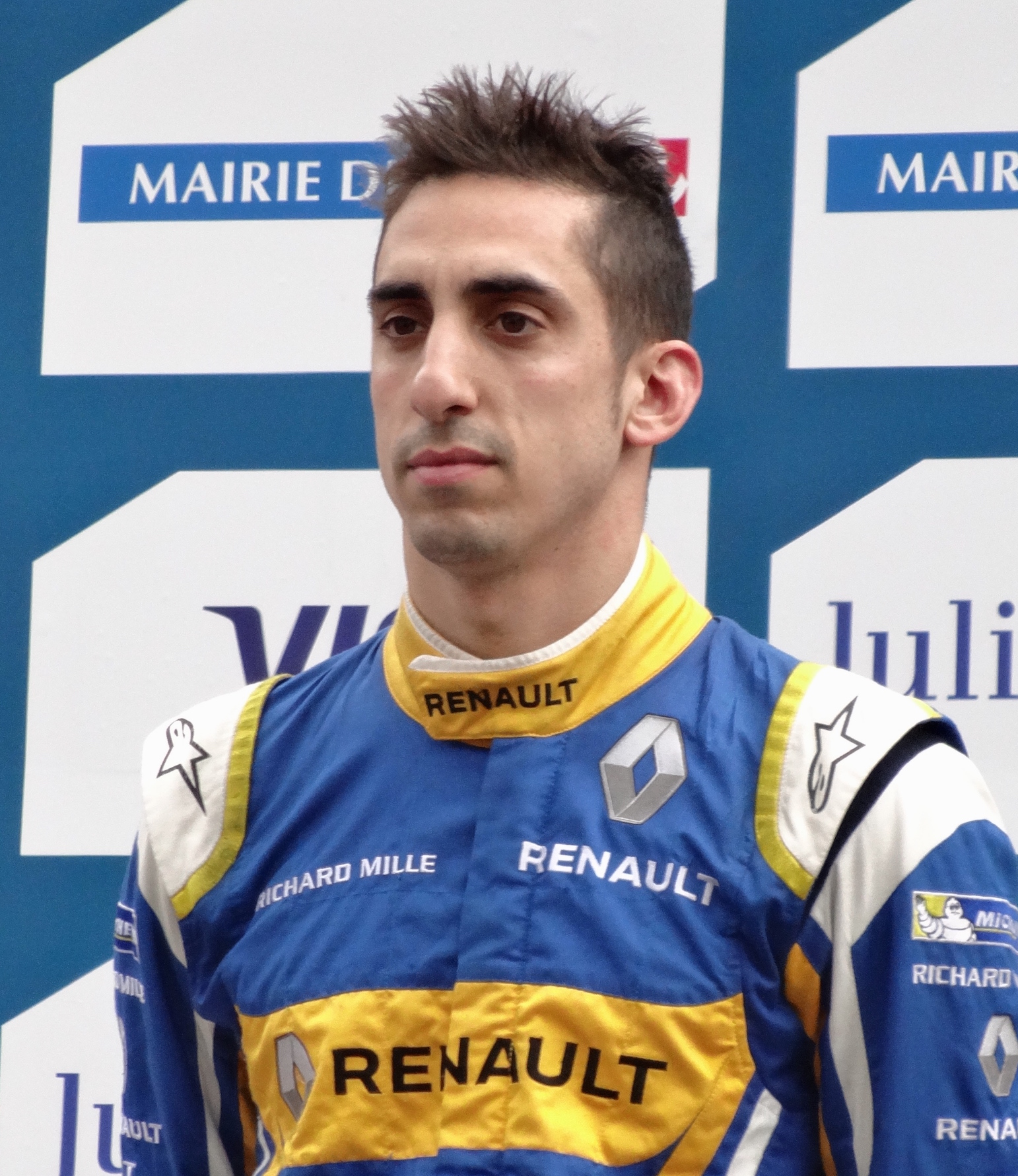
Sébastien Buemi, ici lors du ePrix de Paris 2016, remporte le championnat 2015-2016.

Le championnat de Formule E FIA 2015-2016 est la deuxième saison du championnat de Formule E FIA disputé avec des voitures électriques de Formule E. Comportant dix courses réparties en neuf manches, il débute le 24 octobre 2015 à Pékin pour se terminer le 3 juillet 2016 à Londres.

## Repères du début de saison

### Pilotes

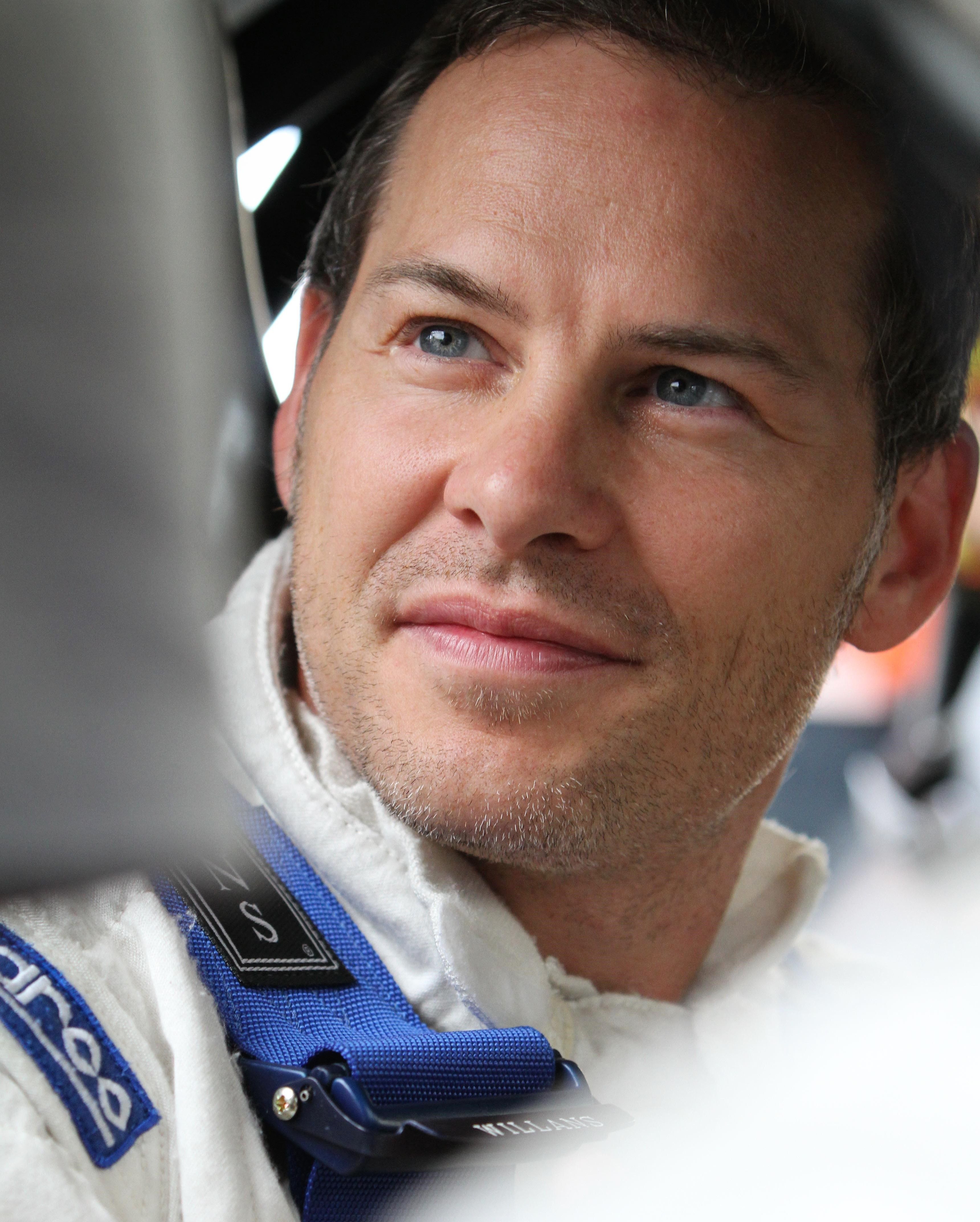
Jacques Villeneuve est le premier champion du monde de Formule 1 à rejoindre la Formule E.

Débuts en tant que pilote titulaire
- Jacques Villeneuve chez Venturi Formula E[1].
- Robin Frijns chez Andretti Formula E[2].
- Nathanaël Berthon chez Team Aguri[3].

Transferts
- Jean-Éric Vergne part de Andretti pour rejoindre DS Virgin Racing[4].
- Nick Heidfeld part de Venturi Formula E pour rejoindre Mahindra Racing[5].
- Salvador Durán part de Team Aguri pour rejoindre Trulli Formula E Team[6]

Départs
- Jaime Alguersuari (9 courses en 2014-2015) part de DS Virgin Racing pour raisons médicales[7].
- Karun Chandhok (saison entière en 2014-2015) part de Mahindra Racing[8]
- Jarno Trulli (saison entière en 2014-2015) décide de se concentrer sur son rôle de directeur d'équipe au sein de sa formation éponyme[6].

Transferts en cours de saison
- Oliver Rowland participe à la troisième manche, à Punta del Este, avec Mahindra Racing, en remplacement de Nick Heidfeld, blessé[9].
- Jacques Villeneuve quitte l'équipe Venturi Formula E peu avant la quatrième manche, de Buenos Aires[10]
- Mike Conway remplace Villeneuve chez Venturi à partir de la quatrième manche[11]
- Nathanaël Berthon quitte le Team Aguri avant la quatrième manche[12]
- Salvador Durán, libre après la faillite de Trulli Formula E Team rejoint son ancienne équipe Team Aguri, avec laquelle il avait fait neuf courses en 2014-2015[13]
- Ma Qing Hua fait ses débuts en Formule E à partir du ePrix de Paris, en remplacement de Salvador Durán[14].
- René Rast roule pour le Team Aguri lors du ePrix de Berlin uniquement, il remplace le titulaire habituel, António Félix da Costa, qui doit courir en DTM avec le BMW Team Schnitzer pendant le même week-end[15].

### Écuries
Alors qu'un accord était annoncé par différents médias depuis plusieurs semaines, DS Automobiles et Virgin Racing annoncent un partenariat technique pour l'écurie, renommée DS Virgin Racing, en marge de la dernière course de la saison 2014-2015.
Début juillet 2015, les organisateurs dévoilent une liste complète des écuries pour la saison : les écuries sont les mêmes, mais certains changements sont visibles dans la dénomination de trois écuries : DS Virgin Racing est bien confirmé, Audi Sport ABT devient Abt Schaeffler Audi Sport, et comme pressenti depuis quelque temps, Amlin et Aguri se séparent pour devenir uniquement Team Aguri. e.dams-Renault devient « Renault e.dams ».
Le 7 août 2015, Amlin annonce son association avec Andretti Autosport pour devenir Amlin Andretti Formula E Team.
Ayant du déclarer forfait pour les deux premières courses, Trulli Formula E Team annonce son désengagement définitif du championnat, peu avant la manche de Punta del Este, laissant la place à Jaguar pour la saison suivante.

### Calendrier
En septembre 2014, le président de la Formule E, Alejandro Agag annonce un calendrier à douze courses, même si ce dernier déclare qu'environ 180 villes seraient intéressées par l'organisation d'une course dans leur ville. En juin 2015, Agag confirme la course de Pékin en ouverture, pour le 17 octobre 2015, soit un mois plus tard qu'en 2014.
Comme pressenti depuis plusieurs semaines, les organisateurs de la Formule E font paraître un calendrier, avec l'apparition de Mexico et de Paris, qui remplacent Monaco, alors que la manche de Miami est mise en suspens et doit encore être confirmée pour le championnat, qui a encore une manche à deux courses à Londres. Toutefois, La Fédération internationale de l'automobile (FIA) annonce, en accord avec les organisateurs, un autre calendrier, qui subit plusieurs modifications concernant notamment les dates, ainsi que l'officialisation de la manche mexicaine, qui doit être encore confirmée. Finalement, fin septembre, la manche de Mexico est confirmée, sur l'Autódromo Hermanos Rodríguez, ce qui fait du ePrix de Mexico, le premier à ne pas disputer en ville ou sur une piste d'aéroport aménagé.

### Changements de réglementation
Contrairement à la saison inaugurale, les dix équipes ont l'autorisation de réaliser leurs propres évolutions sur le moteur, la boîte de vitesses, la batterie et le système de refroidissement,. Les huit manufacturiers, choisis en février 2015 par la FIA et Alejandro Agag, serviront donc une ou des écuries, à évoluer certains composants de la monoplace. Certains de ses manufacturiers sont l'écurie elle-même, comme c'est le cas pour, par exemple, Venturi, qui équipe également Dragon Racing, ou Mahindra.
Le châssis, toujours venant de Spark Technologies, n'est pas modifiable par les manufacturiers.
Le format des qualifications est légèrement modifié : si les quatre groupes de cinq pilotes sont toujours d'actualité pour la saison, une dernière phase met aux prises le meilleur pilote de chaque groupe : les vainqueurs de groupes s'affrontent donc pour obtenir la pole position, rapportant toujours trois points au championnat. Les changements de pilotes deviennent limités à deux (en comparaison, Andretti a utilisé huit pilotes différents au cours de la saison). Le FanBoost, vote des spectateurs via Internet permettant à leur pilote préféré de donner une puissance supérieure en course pendant quelques instants, est prolongé pour une deuxième saison, avec, en plus, une possibilité de voter six minutes après le départ de la course. Le système de Full Course Yellow (FCY), déjà utilisé en WEC et en BSS, est introduit : sous les drapeaux jaunes, les voitures doivent rouler à une vitesse maximale de 50 km/h, garder un écart identique avec les autres voitures, et évoluer dans une même file.

## Écuries et pilotes
| Écuries                       | Constructeur          | Groupe motopropulseur   | no | Pilotes                | Manches   |
| ----------------------------- | --------------------- | ----------------------- | -- | ---------------------- | --------- |
| NEXTEV TCR                    | Spark-NEXTEV TCR      | NEXTEV TCR FormulaE 001 | 1  | Nelson Piquet Jr.      | Toutes    |
| NEXTEV TCR                    | Spark-NEXTEV TCR      | NEXTEV TCR FormulaE 001 | 88 | Oliver Turvey          | Toutes    |
| Renault e.dams                | Spark-Renault         | Renault Z.E.15          | 8  | Nicolas Prost          | Toutes    |
| Renault e.dams                | Spark-Renault         | Renault Z.E.15          | 9  | Sébastien Buemi        | Toutes    |
| Dragon Racing                 | Spark-Venturi         | Venturi VM200-FE-01     | 6  | Loïc Duval             | Toutes    |
| Dragon Racing                 | Spark-Venturi         | Venturi VM200-FE-01     | 7  | Jérôme d'Ambrosio      | Toutes    |
| ABT Schaeffler Audi Sport     | Spark-Abt Sportsline  | ABT Schaeffler FE01     | 11 | Lucas di Grassi        | Toutes    |
| ABT Schaeffler Audi Sport     | Spark-Abt Sportsline  | ABT Schaeffler FE01     | 66 | Daniel Abt             | Toutes    |
| DS Virgin Racing              | Spark-DS Performance  | Virgin DSV-01           | 2  | Sam Bird               | Toutes    |
| DS Virgin Racing              | Spark-DS Performance  | Virgin DSV-01           | 25 | Jean-Éric Vergne       | Toutes    |
| Amlin Andretti Formula E Team | Spark-McLaren-Hewland | Spark-Renault SRT 01E   | 27 | Robin Frijns           | Toutes    |
| Amlin Andretti Formula E Team | Spark-McLaren-Hewland | Spark-Renault SRT 01E   | 28 | Simona de Silvestro    | Toutes    |
| Team Aguri                    | Spark-McLaren-Hewland | Spark-Renault SRT 01E   | 55 | António Félix da Costa | 1–7, 9-10 |
| Team Aguri                    | Spark-McLaren-Hewland | Spark-Renault SRT 01E   | 55 | René Rast              | 8         |
| Team Aguri                    | Spark-McLaren-Hewland | Spark-Renault SRT 01E   | 77 | Nathanaël Berthon      | 1–3       |
| Team Aguri                    | Spark-McLaren-Hewland | Spark-Renault SRT 01E   | 77 | Salvador Durán         | 4–6       |
| Team Aguri                    | Spark-McLaren-Hewland | Spark-Renault SRT 01E   | 77 | Ma Qing Hua            | 7–10      |
| Mahindra Racing               | Spark-Mahindra        | Mahindra M2ELECTRO      | 21 | Bruno Senna            | Toutes    |
| Mahindra Racing               | Spark-Mahindra        | Mahindra M2ELECTRO      | 23 | Nick Heidfeld          | 1–2, 4–10 |
| Mahindra Racing               | Spark-Mahindra        | Mahindra M2ELECTRO      | 23 | Oliver Rowland         | 3         |
| Venturi Formula E             | Spark-Venturi         | Venturi VM200-FE-01     | 4  | Stéphane Sarrazin      | Toutes    |
| Venturi Formula E             | Spark-Venturi         | Venturi VM200-FE-01     | 12 | Jacques Villeneuve     | 1–3       |
| Venturi Formula E             | Spark-Venturi         | Venturi VM200-FE-01     | 12 | Mike Conway            | 4–10      |
| Trulli Formula E Team         | Spark-Motomatica      | Motomatica JT-01        | 10 | Vitantonio Liuzzi      | /         |
| Trulli Formula E Team         | Spark-Motomatica      | Motomatica JT-01        | 18 | Salvador Durán         | /         |
| Trulli Formula E Team         | Spark-Motomatica      | Motomatica JT-01        | 18 | Jarno Trulli           | /         |

## Calendrier de la saison 2015-2016
| no | Course                  | Circuit                          | Pays        | Date             |
| -- | ----------------------- | -------------------------------- | ----------- | ---------------- |
| 1  | ePrix de Pékin          | Circuit d'Olympic Green          | Chine       | 24 octobre 2015  |
| 2  | ePrix de Putrajaya      | Circuit urbain de Putrajaya      | Malaisie    | 7 novembre 2015  |
| 3  | ePrix de Punta del Este | Circuit urbain de Punta del Este | Uruguay     | 19 décembre 2015 |
| 4  | ePrix de Buenos Aires   | Circuit urbain de Puerto Madero  | Argentine   | 6 février 2016   |
| 5  | ePrix de Mexico         | Autódromo Hermanos Rodríguez     | Mexique     | 12 mars 2016     |
| 6  | ePrix de Long Beach     | Circuit urbain de Long Beach     | États-Unis  | 2 avril 2016     |
| 7  | ePrix de Paris          | Circuit des Invalides            | France      | 23 avril 2016    |
| 8  | ePrix de Berlin         | Circuit urbain de Berlin         | Allemagne   | 21 mai 2016      |
| 9  | ePrix de Londres        | Circuit de Battersea Park        | Royaume-Uni | 2 juillet 2016   |
| 10 | ePrix de Londres        | Circuit de Battersea Park        | Royaume-Uni | 3 juillet 2016   |

- À l'origine, le ePrix de Pékin était prévu le 17 octobre, mais il a été reporté début septembre, à cause de « craintes liées à la sécurité des services en charge de la protection d'un autre évènement se tenant le même weekend »[51].
- Le ePrix de Moscou du 4 juin 2016 est annulé en raison « fermetures de routes imprévues » selon la FIA. Un remplacement de la manche moscovite fut envisagé par une course dans une autre ville à cette même date, notamment à Monaco, mais cela fut rapidement oublié car les délais furent trop courts[52]

## Résultats
| no | Course                  | Pole position     | Record du tour    | Vainqueur         | Écurie                    | Résumé |
| -- | ----------------------- | ----------------- | ----------------- | ----------------- | ------------------------- | ------ |
| 1  | ePrix de Pékin          | Sébastien Buemi   | Sébastien Buemi   | Sébastien Buemi   | Renault-e.dams            | Résumé |
| 2  | ePrix de Putrajaya      | Sébastien Buemi   | Sébastien Buemi   | Lucas di Grassi   | Abt Schaeffler Audi Sport | Résumé |
| 3  | ePrix de Punta del Este | Jérôme d'Ambrosio | Sébastien Buemi   | Sébastien Buemi   | Renault-e.dams            | Résumé |
| 4  | ePrix de Buenos Aires   | Sam Bird          | Jérôme d'Ambrosio | Sam Bird          | DS Virgin Racing          | Résumé |
| 5  | ePrix de Mexico         | Jérôme d'Ambrosio | Nicolas Prost     | Jérôme d'Ambrosio | Dragon Racing             | Résumé |
| 6  | ePrix de Long Beach     | Sam Bird          | Sébastien Buemi   | Lucas di Grassi   | Abt Schaeffler Audi Sport | Résumé |
| 7  | ePrix de Paris          | Sam Bird          | Nick Heidfeld     | Lucas di Grassi   | Abt Schaeffler Audi Sport | Résumé |
| 8  | ePrix de Berlin         | Jean-Éric Vergne  | Bruno Senna       | Sébastien Buemi   | Renault-e.dams            | Résumé |
| 9  | ePrix de Londres        | Nicolas Prost     | Nelson Piquet Jr. | Nicolas Prost     | Renault-e.dams            | Résumé |
| 10 | ePrix de Londres        | Sébastien Buemi   | Sébastien Buemi   | Nicolas Prost     | Renault-e.dams            | Résumé |

## Déroulement de la saison et faits marquants du championnat

### Essais de pré-saison
Le 10 août, à Donington Park, les Formule E s'élancent pour la première fois de la saison 2015-2016. Avant le début des essais de pré-saison, seules quatre places restent disponibles : deux chez Team Aguri, une chez NEXTEV TCR et une chez Amlin Andretti. Lors de ces premiers essais, Aguri fait rouler Salvador Durán et Tom Dillmann, NEXTEV TCR utilise Oliver Turvey, tandis qu'Amlin Andretti n'engage qu'une voiture pour Simona de Silvestro, déjà confirmée.
La grande différence de la saison 2 comparée à la saison inaugurale est que des manufacturiers peuvent dévoiler certains composants de la voiture. Ce fait montre de grandes différences dès la première journée d'essais avec des écuries n'ayant pu réaliser le moindre tour (Trulli Formula E Team et Amlin Andretti) et d'autres ayant pu aligner les tours rapides sans quasiment le moindre problème (Renault-e.dams et DS Virgin Racing). La première journée d'essais, sous des conditions chageantes, est ainsi dominée par Sébastien Buemi devant Lucas di Grassi et Nicolas Prost. Lors de la deuxième journée, le 11 août, les NEXTEV TCR accumulent les problèmes et ne peuvent pas compléter le moindre tour comme Trulli et Andretti. En tête, Sébastien Buemi signe le meilleur temps devant Sam Bird et Daniel Abt.
Une semaine plus tard, les pilotes de Formule E s'élancent pour les troisième et quatrième journée d'essais officiels. Lors de la troisième journée, Nicolas Lapierre pour Team Aguri est l'unique débutant. Daniel Abt signe le meilleur temps, établissant le record du tour d'une Formule E à Donington Park, reléguant les autres pilotes (Nicolas Prost et Sam Bird notamment) à quasiment huit dixièmes de seconde, tandis que les Trulli et les Andretti ne roulent toujours pas. Le lendemain, c'est Nathanaël Berthon qui fait figure de novice, roulant pour le Team Aguri, essayant un maximum de pilotes possibles, avant de prendre son choix définitif pour la saison 2015-2016,. Lucas di Grassi prend le record du tour, dépassant le chrono de son coéquipier établi la veille, devançant Sébastien Buemi et Bruno Senna ; les Trulli et Andretti ne roulent toujours pas et les NEXTEV TCR, championne en titre des Pilotes, est à plusieurs secondes du temps de référence.
La semaine suivante, les derniers essais de pré-saison se déroulent, marqués par la mort de Justin Wilson, ancien pilote de Formule E, et d'une minute de silence en son honneur. Les pilotes vus pour la première fois en essais sont Robin Frijns pour le compte d'Amlin Andretti, Stefano Coletti pour Team Aguri qui teste à nouveau Nathanaël Berthon, ainsi que Vitantonio Liuzzi qui fait sa première apparition en essais, bien qu'il ait déjà signé chez Trulli Formula E Team depuis plusieurs semaines. En essais, lors de la première journée, c'est Sam Bird qui s'empare du meilleur temps, devançant Lucas di Grassi et Loïc Duval, alors qu'Andretti et Trulli sont bloquées à leur stand. Le lendemain, le Français Nicolas Prost établit le temps de référence de la journée, devant son coéquipier Sébastien Buemi et Jérôme d'Ambrosio ; les deux Andretti, ayant abandonné leur groupe motopropulseur pour celui standard, parviennent à réaliser quelques tours, alors que Trulli reste bloqué.
Les références chronométriques ne sont pas les seuls objectif des écuries qui veulent souvent accumuler le plus de tour pour développer leur voiture. Selon les observateurs, deux favoris se détachent avec Renault-e.dams et Abt Schaeffler Audi Sport. Chez les outsiders, DS Virgin Racing semble la mieux armée devant d'autres équipes, comme Mahindra, Team Aguri, Venturi et Dragon Racing, ces deux dernières utilisant le même groupe motopropulseur. Toutefois, NEXTEV TCR a pris un retard certain face à ses concurrents, Amlin Andretti n'a quasiment pas roulé et décide de changer son groupe motopropulseur, alors que Trulli Formula E Team n'a pas pu faire un seul tour chronométré.

### ePrix de Pékin (24 octobre 2015)
Exceptionnellement, une séance d'essais collectif est mise en place le vendredi, la veille de la course, pour permettre aux différentes équipes de tester les nouveautés et éviter des problèmes durant la suite de la manche chinoise. Lors de cette session, les Renault-e.dams se montrent largement les plus véloces, en devançant la concurrence d'au moins deux secondes ; toutefois, ces résultats ne sont pas obligatoirement représentatifs car toutes les écuries n'ont pas utilisé leur puissance maximale. Nicolas Prost se montre devant son coéquipier Sébastien Buemi ; Jean-Éric Vergne, Bruno Senna et Nick Heidfeld complètent le top 5. Le tour de Prost se montre plus rapide que celui de la pole position de 2014, de quatre secondes. L'équipe italienne Trulli Formula E Team doit déclarer forfait pour la manche pékinoise, ne pouvant présenter son groupe motopropulseur Motomatica JT-01 aux contrôles techniques. Lors de la séance de qualifications, les cinq meilleurs pilotes des quatre groupes réunis s'opposent lors d'une dernière phase, nommée super pole ; à ce jeu, c'est Sébastien Buemi, vice-champion en titre, qui se montre le plus véloce devant son coéquipier Nicolas Prost, la surprenante Mahindra de Nick Heidfeld, Lucas di Grassi et Jean-Éric Vergne.
Le départ de la course est exempté d'accident, et voit Buemi conserver les commandes de la course devant Heidfeld, Prost, Di Grassi et Vergne. Simona de Silvestro percute le mur et doit abandonner au troisième tour, alors que Vergne défend de manière très musclée sa cinquième place face à son compatriote Loïc Duval, qui prend finalement l'avantage quelques tours plus tard. Ayant utilisé beaucoup d'énergie dans sa lutte avec le Chartrain, le pilote d'essais de la Scuderia Ferrari est dépassé par son coéquipier Sam Bird peu après. À mi-course, alors que la majeure partie des pilotes rentrent aux stands, António Félix da Costa s'accroche avec Jacques Villeneuve, provoquant un régime de Full Course Yellow : cela profite notamment aux NEXTEV TCR d'Oliver Turvey et Nelson Piquet Jr. et à Nathanaël Berthon qui intègrent le top-10. Alors que Sébastien Buemi mène la course devant Lucas di Grassi, Nicolas Prost parvient à surprendre Nick Heidfeld pour le gain de la troisième place, alors que le champion en titre Piquet perd ses chances de bien figurer après un problème technique.
Dans les derniers tours, l'aileron arrière de Prost casse, mais reste en place, n'affectant pas les performances du Français, alors troisième, mais les commissaires de piste brandissent un drapeau noir à disque orange, signifiant que le pilote doit rentrer aux stands pour changer la pièce à cause du danger : son équipe déclare à la radio que s'il n’obtempère pas : « ce sera élimination et 10 places de pénalité à la prochaine course » ; le pilote, dépité de perdre son podium, répond simplement : « C’est dégueulasse ». Heidfeld passe troisième et résiste face aux Dragon Racing de Loïc Duval et Jérôme d'Ambrosio qui manque de harponner son coéquipier lors du pénultième tour ; le pilote allemand parviendra à résister aux monoplaces américaines jusqu'au terme de la course. Finalement, Sébastien Buemi, auteur également de la pole position et du meilleur tour en course, s'impose sereinement, avec une avance confortable sur Lucas di Grassi, Nick Heidfeld, Loïc Duval et Jérôme d'Ambrosio. Suivent pour les points, Oliver Turvey, Sam Bird, le débutant Nathanaël Berthon, Daniel Abt et Stéphane Sarrazin. Abt, pénalisé pour un relâchement dangereux dans la voie des stands, devient onzième, Sarrazin passe neuvième, et le débutant Robin Frijns accroche la dixième place du dernier point. Derrière, Jean-Éric Vergne est seulement douzième, ayant été en difficulté avec sa voiture trop consommatrice d'énergie, devant Bruno Senna, Jacques Villeneuve, Nelson Piquet Jr., Nicolas Prost ; António Félix da Costa et Simona de Silvestro ont abandonné.

### ePrix de Putrajaya (7 novembre 2015)
Comme à Pékin, l'équipe Trulli Formula E Team ne peut pas participer pas à l'ePrix de Putrajaya, en raison de problèmes techniques, le groupe motopropulseur Motomatica JT-01 n'ayant pas reçu l'approbation des commissaires. À l'origine, Jarno Trulli aurait dû faire son retour, pour remplacer Salvador Durán, en raison d'un problème contractuel avec le Mexicain.

### ePrix de Paris (23 avril 2016)

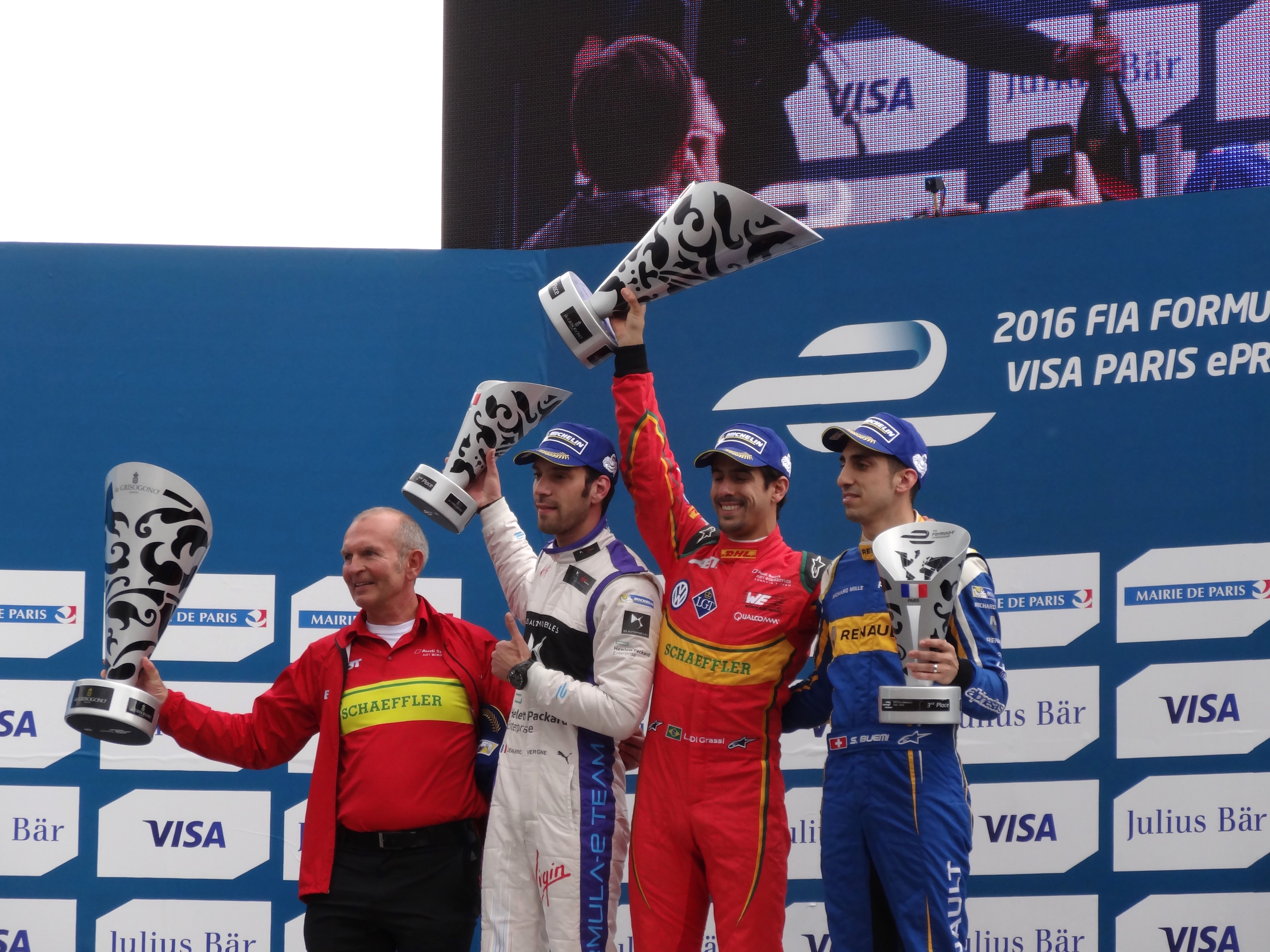
Podium du premier ePrix de Paris.

Long de 1,93 km, le circuit a accueilli 15 000 spectateurs pour cette première course dans Paris intramuros depuis 1951. Beaucoup furent malheureusement mécontents des conditions d'organisation.
Le premier ePrix de Paris a été remporté par Lucas di Grassi, devant Jean-Éric Vergne et Sébastien Buemi. Ce dernier est monté sur le podium quelques tours avant la fin de la course, grâce à une erreur de Sam Bird.

## Classement de la saison 2015-2016
Système de points
Les points de la course sont attribués aux dix premiers pilotes classés. La pole position rapporte trois points, et deux points sont attribués pour le meilleur tour en course. Ce système d'attribution des points est utilisé pour chaque manche du championnat.
| Position | 1er | 2e | 3e | 4e | 5e | 6e | 7e | 8e | 9e | 10e | Pole | MT |
| Points   | 25  | 18 | 15 | 12 | 10 | 8  | 6  | 4  | 2  | 1   | 3    | 2  |

### Classement des écuries
| Pos. | Écurie                        | n° | PEK  | PUT | PDE | BUE  | MEX  | LBH | PAR  | BER  | LON  | LON  | Pts |
| ---- | ----------------------------- | -- | ---- | --- | --- | ---- | ---- | --- | ---- | ---- | ---- | ---- | --- |
| 1    | Renault e.Dams                | 8  | 16†  | 10  | 5   | 5    | 3    | 11  | 4    | 4    | 1    | 1    | 270 |
| 1    | Renault e.Dams                | 9  | 1    | 12  | 1   | 2    | 2    | 16  | 3    | 1    | 5    | Nc.  | 270 |
| 2    | ABT Schaeffler Audi Sport     | 11 | 2    | 1   | 2   | 3    | Dsq. | 1   | 1    | 3    | 4    | Nc.  | 221 |
| 2    | ABT Schaeffler Audi Sport     | 66 | 11   | 7   | 8   | 13   | 7    | 3   | 10   | 2    | Abd. | 2    | 221 |
| 3    | DS Virgin Racing              | 2  | 7    | 2   | 17  | 1    | 6    | 6   | 6    | 11   | 7    | Abd. | 146 |
| 3    | DS Virgin Racing              | 25 | 12   | 18† | 7   | 11   | 16   | 13  | 2    | 5    | 3    | 7    | 146 |
| 4    | Dragon Racing                 | 6  | 4    | 16  | 4   | 6    | 4    | 8   | Abd. | Abd. | Abd. | 4    | 143 |
| 4    | Dragon Racing                 | 7  | 5    | 14  | 3   | 16   | 1    | 7   | 11   | 16   | 9    | 3    | 143 |
| 5    | Mahindra Racing               | 21 | 13   | 5   | 16  | 10   | 10   | 5   | 9    | 15   | 2    | 6    | 107 |
| 5    | Mahindra Racing               | 23 | 3    | 9   | 13  | 7    | 8    | 4   | 12   | 7    | 13   | 8    | 107 |
| 6    | Venturi Formula E             | 4  | 9    | 4   | 9   | 4    | 9    | 2   | 5    | 10   | 9    | 5    | 76  |
| 6    | Venturi Formula E             | 12 | 14   | 11  | Np. | 15   | 12   | 10  | 14   | 8    | 10   | 13   | 76  |
| 7    | Amlin Andretti Formula E Team | 27 | 10   | 3   | 10  | 8    | 5    | 15  | 7    | 6    | Abd. | Abd. | 49  |
| 7    | Amlin Andretti Formula E Team | 28 | Abd. | 13  | 11  | 14   | 14   | 9   | 15   | 9    | 11   | Abd. | 49  |
| 8    | Team Aguri                    | 55 | Abd. | 6   | 6   | Abd. | 17   | 17  | 8    | 17†  | 6    | 11   | 28  |
| 8    | Team Aguri                    | 77 | 8    | 15  | 14  | Abd. | 15   | 14  | Abd. | 14   | 13   | 12   | 28  |
| 9    | NEXTEV TCR                    | 1  | 15†  | 8   | 15  | 12   | 13   | 18  | Abd. | 13   | 12   | 9    | 19  |
| 9    | NEXTEV TCR                    | 88 | 6    | 17† | 12  | 9    | 11   | 12  | 13   | 12   | 15   | 10   | 19  |
| -    | Trulli Formula E              | 10 | Np.  | Np. |     |      |      |     |      |      |      |      | -   |
| -    | Trulli Formula E              | 18 | Np.  | Np. |     |      |      |     |      |      |      |      | -   |
| Pos. | Écurie                        | n° | PEK  | PUT | PDE | BUE  | MEX  | LBH | PAR  | BER  | LON  | LON  | Pts |